# 西渚镇
西渚镇，是中华人民共和国江苏省无锡市宜兴市下辖的一个乡镇级行政单位。

## 行政区划
西渚镇下辖以下地区：
新和社区、横山村、五圣村、溪西村、溪东村、西渚村、白塔村、篁里村和筱里村。